# Markus Moberg
Markus Moberg, född 9 juli 2003, är en svensk häcklöpare. Han tävlar för Hammarby IF där han framförallt nått framgång på de korta häcksträckorna.

## Karriär
Markus Moberg har tagit många medaljer varav flera guld på ungdoms- och juniornivån. Sin första SM-medalj tog han vid inomhus-SM 2025 när han blev tvåa på 60 meter häck.

### Fotnoter
1. ↑  ”Friidrottsstatistik”. www.friidrottsstatistik.se. https://www.friidrottsstatistik.se/atswe.php?Gender=1&ID=296883. Läst 15 juli 2025.
2. ↑  ”Markus Moberg | Hammarby Friidrott”. www.hammarbyfriidrott.se. https://www.hammarbyfriidrott.se/aktivas-sidor/v%C3%A5ra-aktiva-profiler/markus-moberg-43996159. Läst 15 juli 2025.
3. ↑  ”Friidrottsstatistik”. www.friidrottsstatistik.se. https://www.friidrottsstatistik.se/atswe.php?Gender=1&ID=296883. Läst 15 juli 2025.
4. ↑  ”Revanschguld till Hampus Widlund på 60 meter häck - Friidrottsförbundet”. www.friidrott.se. https://www.friidrott.se/tavling-landslag/nyhetsarkiv-tavling-landslag/revanschguld-till-hampus-widlund-pa-60-meter-hack/. Läst 15 juli 2025.